# خاریلوس واسیلاکوس
خاریلوس واسیلاکوس (یونانی: Χαρίλαος Βασιλάκος؛ ۱۸۷۷ – ۱ دسامبر ۱۹۶۹) یک دونده ماراتن و دونده دو استقامت اهل یونان بود. 
از افتخارات وی میتوان به کسب مدال نقره دو ماراتن در بازی‌های المپیک تابستانی ۱۸۹۶ اشاره کرد.